# L'isola d'amore
L'isola d'amore és una òpera en dos actes composta per Antonio Sacchini. S'estrenà al Teatro Valle de Roma el 27 de gener de 1766.	

A Catalunya, s'estrenà el 1771 al Teatre de la Santa Creu de Barcelona.